# Maïssade
Maïssade (en criollo haitiano Mayisad) es una comuna de Haití que está situada en el distrito de Hincha, del departamento de Centro.

## Secciones
Está formado por las secciones de:
- Savane Grande (que abarca la villa de Maïssade y el barrio de Louverture)
- Narang
- Hatty

## Demografía
| Gráfica de evolución demográfica de Maïssade entre 2009 y 2015 |
|                                                                |

Los datos demográficos contemplados en este gráfico de la comuna de Maïssade son estimaciones que se han cogido de 2009 a 2015 de la página del Instituto Haitiano de Estadística e Informática (IHSI). 